# Projekt 1239 Sivytj
Projekt 1239 Sivytj (ryska: Сивуч (sjölejon), NATO-rapporteringsnamn Bora-klass) är en rysk korvettklass. Fartyget är en kombination av katamaran och svävare (liknande svenska marinens fartyg HMS Smyge) vilket möjliggör en extremt hög toppfart.

## Historia
Fartygsklassen konstruerades av designbyrån Almaz på 1980-talet och det första fartyget Sivytj sjösattes 1988. Sovjetunionens fall gjorde att flottan inte hade råd att ta fartyget i drift. Först 1997 togs fartyget i tjänst i Svartahavsflottan, nu med namnet Bora. Även ett andra fartyg, Samum, byggdes och togs i tjänst år 2000.

## Konstruktion

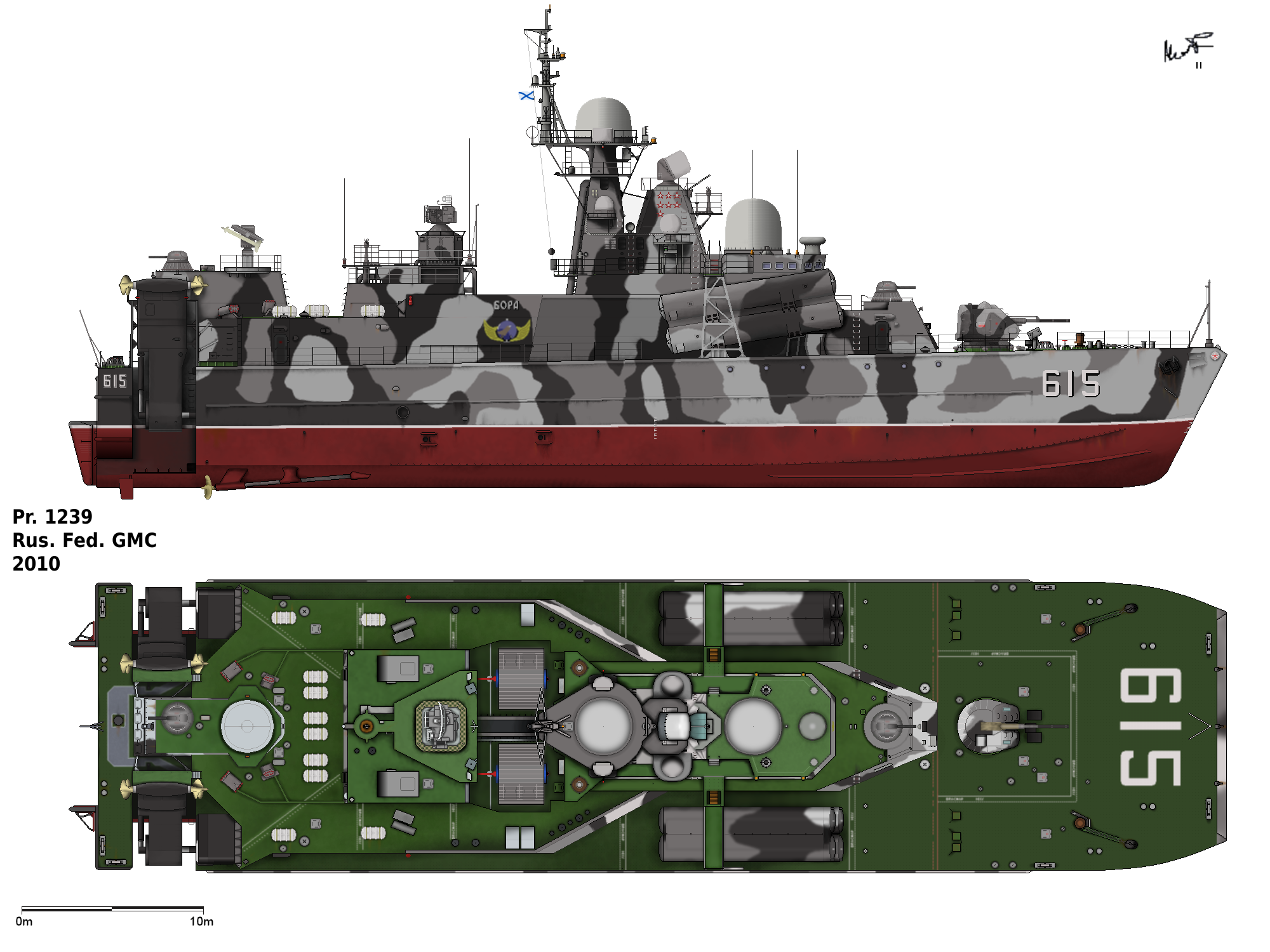
Planskiss av Bora.

Skrovet är av katamaran-typ och byggt i aluminium. I för och akter finns ”kjolar” som når ner till vattnet och skapar en instängd luftkudde mellan skroven. Två lyftmotorer på 3000 hästkrafter vardera kan pumpa in luft mellan skroven vilket gör att fartyget lyfter sig likt en svävare. Fartyget kan röra sig framåt med tre knops fart enbart med hjälp av lyftmotorerna.
Vid marschfart används inte lyftmotorerna och fartyget drivs framåt av två vanliga dieselmotorer på 10 000 hästkrafter. Vid högre fart lyfts skrovet upp av luftkudden vilket ger mindre friktionsmotstånd. Extra dragkraft fås då av fyra propellrar monterade på två ”vingar” som fälls ner i vattnet (samma princip används på bärplansbåtar). Dessa propellrar drivs av två gasturbiner på 20 000 hästkrafter vardera. Den höga effekten i kombination med det låga vattenmotståndet gör att fartyget trots sin storlek kan nå farter på väl över femtio knop.